# Jelena Groedneva
Jelena Aleksandrovna Groedneva (Russisch: Елена Александровна Груднева) (Kemerovo, 21 februari 1974) is een voormalig turnster uit de Sovjet-Unie. Ze vertegenwoordigde het Gezamenlijk team op de Olympische Zomerspelen 1992 in Barcelona.

## Resultaten

### Olympische Zomerspelen
| Jaar | Plaats    | Resultaten    | Vertegenwoordigend land |
| ---- | --------- | ------------- | ----------------------- |
| 1992 | Barcelona | Team meerkamp | Gezamenlijk team        |

### Wereldkampioenschappen
| Jaar | Plaats       | Resultaten    | Vertegenwoordigend land |
| ---- | ------------ | ------------- | ----------------------- |
| 1991 | Indianapolis | Team meerkamp | Sovjet-Unie             |

### Europese kampioenschappen
| Jaar | Plaats | Resultaten    | Vertegenwoordigend land |
| ---- | ------ | ------------- | ----------------------- |
| 1992 | Nantes | Brug ongelijk | Rusland                 |